# Clubul Sportiv al Armatei Steaua București 1988-1989
Questa voce raccoglie le informazioni riguardanti il Clubul Sportiv al Armatei Steaua București nelle competizioni ufficiali della stagione 1988-1989.

## Maglie e sponsor
Lo sponsor tecnico per la stagione 1988-1989 è Adidas, mentre lo sponsor ufficiale è Ford.
| Casa | Trasferta |

## Organigramma societario
Area direttiva
- Presidente: Nicolae Gavrilă

Area tecnica
- Allenatore: Anghel Iordănescu
- Preparatore dei portieri: Vasile Iordache

## Rosa
| N. |                    | Ruolo | Calciatore        |
| -- | ------------------ | ----- | ----------------- |
|    | Romania (bandiera) | P     | Gheorghe Liliac   |
|    | Romania (bandiera) | P     | Silviu Lung       |
|    | Romania (bandiera) | D     | Adrian Bumbescu   |
|    | Romania (bandiera) | D     | Ștefan Iovan      |
|    | Romania (bandiera) | D     | Dan Petrescu      |
|    | Romania (bandiera) | D     | Nicolae Ungureanu |
|    | Romania (bandiera) | C     | Lucian Bălan      |
|    | Romania (bandiera) | C     | Ilie Dumitrescu   |
|    | Romania (bandiera) | C     | Gheorghe Hagi     |
|    | Romania (bandiera) | C     | Lucian Măstăcan   |
|    | Romania (bandiera) | C     | Daniel Minea      |

| N. |                    | Ruolo | Calciatore        |
| -- | ------------------ | ----- | ----------------- |
|    | Romania (bandiera) | C     | Constantin Pistol |
|    | Romania (bandiera) | C     | Iosif Rotariu     |
|    | Romania (bandiera) | C     | Ilie Stan         |
|    | Romania (bandiera) | C     | Tudorel Stoica    |
|    | Romania (bandiera) | A     | Gavril Balint     |
|    | Romania (bandiera) | A     | Marian Ivan       |
|    | Romania (bandiera) | A     | Marius Lăcătuș    |
|    | Romania (bandiera) | A     | Adrian Negrau     |
|    | Romania (bandiera) | A     | Gheorghe Pena     |
|    | Romania (bandiera) | A     | Victor Pițurcă    |

## Stagione

### Coppa dei Campioni
| Arbitro: | Silva Valente |

|             |           |                                           |
| Kukleta 20’ | Marcatori | 29’, 45’ Lăcătuș 78’, 88’ Hagi 86’ Stoica |

| Arbitro: | Pauly |

|                      |           |                |
| Hagi 39’ Lăcătuș 78’ | Marcatori | 12’, 88’ Bílek |

| Arbitro: | Lo Bello |

|                                     |           |  |
| Dumitrescu 33’ Hagi 58’, 70’ (rig.) | Marcatori |  |

| Arbitro: | Föckler |

|              |           |                        |
| Čerenkov 44’ | Marcatori | 11’ Lăcătuș 90’ Balint |

| Arbitro: | Blankenstein |

|              |           |  |
| Ingesson 54’ | Marcatori |  |

| Arbitro: | Quiniou |

|                                                |           |                |
| Lăcătuș 7’, 16’, 65’ Dumitrescu 39’ Balint 89’ | Marcatori | 54’ Zetterlund |

| Arbitro: | Fernandes Correia |

|                                                       |           |  |
| Dumitrescu 8’ Hagi 40’ (rig.) Petrescu 68’ Balint 72’ | Marcatori |  |

| Arbitro: | Hackett |

|            |           |                |
| Tanman 36’ | Marcatori | 39’ Dumitrescu |

| Arbitro: | Tritschler |

|  |           |                                     |
|  | Marcatori | 18’, 38’ Gullit 28’, 46’ van Basten |